# بيرند مولر (لاعب كرة قدم)
بيرند مولر (بالألمانية: Bernd Müller)‏ (25 أبريل 1963 بألمانيا الغربية في ألمانيا - ) هو مدرب كرة قدم ولاعب كرة قدم ألماني في مركز الهجوم. لعب مع بايرن ميونخ الثاني وبايرن ميونخ وغرويتر فورت ونادي أونترهاخينغ ونادي نورنبرغ وTSV Roth ‏ وSC 04 Schwabach ‏ و1. FC Nürnberg II ‏.

## وصلات خارجية
- بيرند مولر على موقع بيانات كرة القدم. دي إي (الألمانية)
- بيرند مولر على موقع عالم كرة القدم.نت (الإنجليزية)